# Гана на зимових Олімпійських іграх 2022
Гана взяла участь у зимових Олімпійських іграх 2022, що тривали з 4 до 20 лютого в Пекіні (Китай).
Збірна Гани складалася з одного гірськолижника. Карлос Медер як єдиний представник своєї країни ніс її прапор на церемонії відкриття.

## Спортсмени
Кількість спортсменів, що беруть участь в Іграх, за видами спорту.
| Вид спорту          | Чоловіки | Жінки | Загалом |
| ------------------- | -------- | ----- | ------- |
| Гірськолижний спорт | 1        | 0     | 1       |
| Загалом             | 1        | 0     | 1       |

## Гірськолижний спорт
Від Гани на Ігри кваліфікувався один гірськолижник, Карлос Медер, що відповідав базовому кваліфікаційному критерію. Він народився в Гані, але всиновлений батьками-швейцарцями там він прожив більшу частину життя.
| Спортсмен    | Дисципліна                    | 1-й заїзд | 1-й заїзд | 2-й заїзд   | 2-й заїзд   | Загалом     | Загалом     |
| Спортсмен    | Дисципліна                    | Час       | Місце     | Час         | Місце       | Час         | Місце       |
| ------------ | ----------------------------- | --------- | --------- | ----------- | ----------- | ----------- | ----------- |
| Карлос Медер | Гігантський слалом (чоловіки) | НФ        | НФ        | Не потрапив | Не потрапив | Не потрапив | Не потрапив |